# 김재봉
김재봉(金在鳳, 1890년 ~ 1944년)은 일제강점기에 활약했던 공산주의계열 독립운동가이다. 초대 조선공산당 책임비서를 지냈다. 코민테른 산하 꼬드뷰로의 지시를 받고 국내에 파견되어 꼬드뷰로 국내부를 만들어 이를 기반으로 1925년 4월 조선공산당을 만든다. 1925년 11월 1차 조선공산당 사건으로 검거되어 6년형을 받았다. 1931년에 출옥한 뒤에는 항일운동을 하지는 않았고 1937년 전국일주를 나서기도 하다가 1944년에 사망했다.

## 사후
- 대한민국 정부는 2005년 건국훈장 애국장을 추서하였다.

## 참고 자료
- 조선공산당 초대 책임비서 김재봉

## 같이 보기
- 조선공산당
- 박헌영